# برادران (فیلم ۲۰۰۴)
فیلم برادران (به دانمارکی: Brødre) یک تریلر روان‌شناختی جنگی دانمارکی محصول سال ۲۰۰۴ است که به کارگردانی سوزانه بیر (Susanne Bier) و نویسندگی بیر و آندرس توماس ینسن (Anders Thomas Jensen) ساخته شده است. در این فیلم، نیکولای لی کاس (Nikolaj Lie Kaas), کانی نیلسن (Connie Nielsen) و اولریش تامسن (Ulrich Thomsen) ایفای نقش می‌کنند.
این فیلم در سال ۲۰۰۹ با همین عنوان، در نسخه‌ای آمریکایی به کارگردانی جیم شریدان (Jim Sheridan) بازسازی شد.

## داستان
یک افسر ارتش دانمارک به نام مایکل برای سه ماه به مأموریتی در افغانستان اعزام می‌شود تا یک تکنسین رادار جوان را که از گروهش جدا شده، پیدا کند. اما در جریان جست‌وجو، بالگردش سقوط می‌کند و او اسیر می‌شود. خانواده‌اش تصور می‌کنند که کشته شده و مرگش را گزارش می‌دهند. همسرش سارا و برادر کوچکترش یانیک در غم او به هم نزدیک می‌شوند، اما رابطه‌شان از حد یک بوسه فراتر نمی‌رود. در اسارت، مایکل مجبور می‌شود برای نجات جان خود، تکنسین جوان را با لوله‌ فلزی بکشد. پس از آزادی و بازگشت به دانمارک، احساس گناه، او را به مرز فروپاشی روانی می‌کشاند و رفتار خشونت‌آمیزی با خانواده‌اش در پیش می‌گیرد. در نهایت پلیس مداخله می‌کند و مایکل بازداشت می‌شود. سارا در زندان به ملاقاتش می‌رود و او سرانجام حقیقت تلخ آنچه در افغانستان انجام داده را اعتراف می‌کند.

## تولید
این فیلم توسط شرکت Zentropa و با مشارکت شرکت‌هایی از بریتانیا، سوئد و نروژ تهیه شده است. همچنین با حمایت انستیتوی فیلم دانمارک، انستیتوی فیلم سوئد و بنیاد فیلم و تلویزیون نوردیک (Nordisk Film- & TV-Fond) ساخته شده است. فیلم عمدتاً در مکان‌های واقعی در شهر کپنهاگ دانمارک فیلم‌برداری شد و صحنه‌های مربوط به افغانستان در آلمریا، اسپانیا ضبط گردید.

## استقبال منتقدان
در وب‌سایت گردآورنده نقدها Rotten Tomatoes، ۸۹٪ از ۷۳ نقد ثبت‌شده درباره این فیلم مثبت بوده و میانگین امتیاز آن ۷٫۵ از ۱۰ است. اجماع منتقدان در این وب‌سایت چنین بیان شده است: «این درام پرتنش و کم‌بیان، پیچیدگی‌های اخلاق فردی و اجتماعی را که از پیامدهای جنگ بر یک مرد و خانواده‌اش ناشی می‌شود، بررسی می‌کند.»

## اقتباس اپرایی
اپرایی با عنوان Brothers، بر اساس داستان این فیلم، توسط آهنگساز ایسلندی دانیِل بیارناسون (Daníel Bjarnason) ساخته شد. نخستین اجرای آن در ۱۶ اوت ۲۰۱۷ در سالن Musikhuset Aarhus دانمارک برگزار شد. این اثر به سفارش اپرای دانمارک مرکزی (Den Jyske Opera) ساخته شده بود. کرستین پرسکی (Kerstin Perski) لیبرتوی آن را به زبان انگلیسی نوشت و کارگردانی آن را کاسپر هولتن (Kasper Holten) بر عهده داشت. برای گرامیداشت آرهوس به عنوان پایتخت فرهنگی اروپا در سال ۲۰۱۷، سه اثر صحنه‌ای – یک موزیکال، یک باله و یک اپرا – همگی بر اساس فیلم‌هایی از سوزان بیر در Musikhuset اجرا شدند.